# Serghina (kommun)
Serghina (franska: Serghina (CR), Serghina (Commune Rurale), arabiska: مركز عين الشكاك) är en kommun i Marocko.   Den ligger i provinsen Boulemane och regionen Fès-Meknès, i den nordöstra delen av landet, 230 km öster om huvudstaden Rabat. Antalet invånare är 3 726.